# Mush

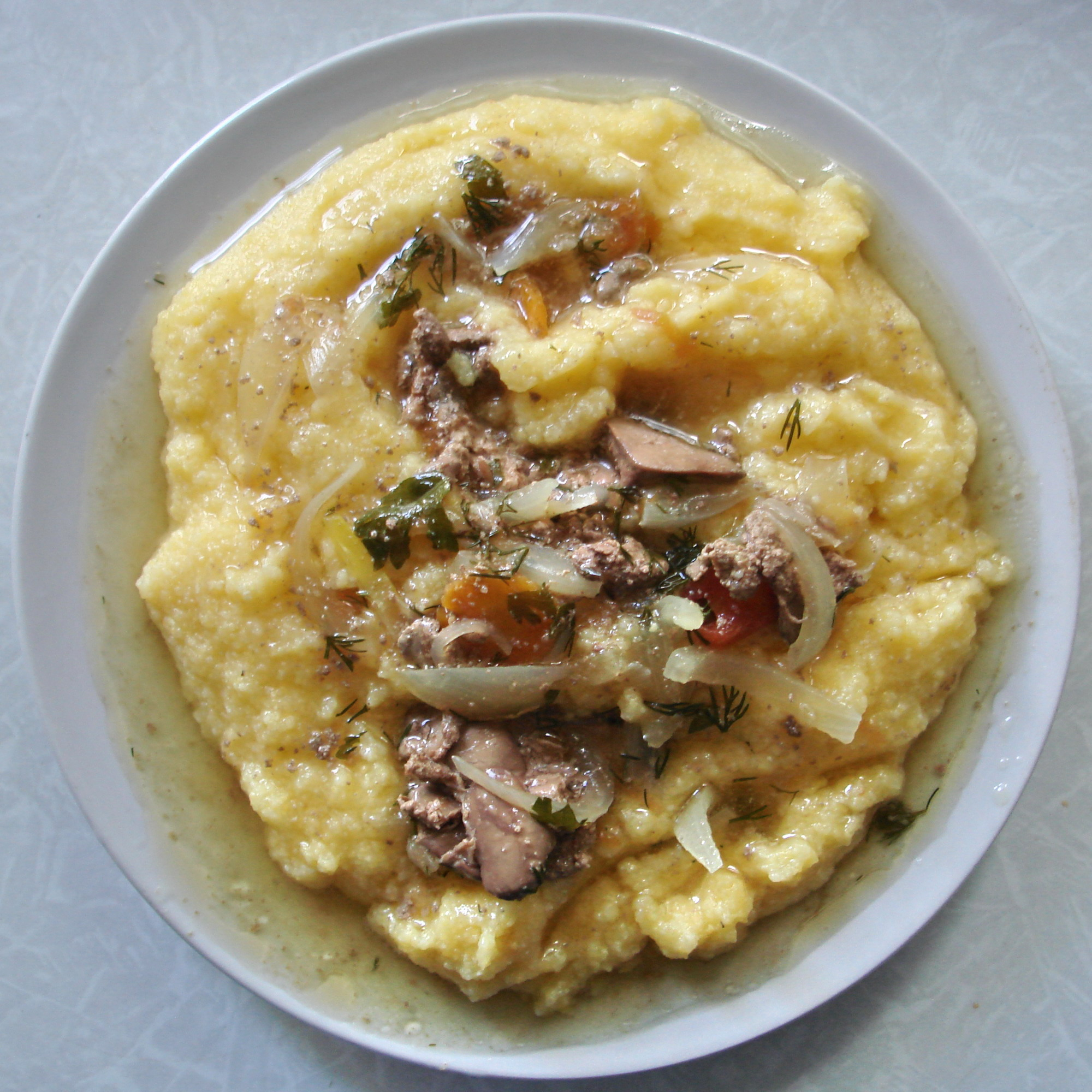
Mush con hígado de pollo.

El mush (a veces coosh) es un pudin espeso (o gachas) de maicena normalmente hecho con agua o leche. A menudo se fríe tras cortarse en cuadrado o rectángulos planos. Se consume comúnmente en el este y sur de los Estados Unidos. En el Medio Oeste estadounidense es costumbre comerlo con jarabe de arce.